# Rouge Trader
Rogue Trader är en brittisk långfilm från 1999 i regi av James Dearden. De främsta rollerna spelas av Ewan McGregor, Anna Friel, Yves Beneyton och Betsy Brantley. Filmen är baserad på den autentiska historien om förskingraren Nick Leeson, skildrat i hans självbiografiska bok Så sänktes Barings Bank från 1996.

## Handling
Börsmäklaren Nick Leeson (Ewan McGregor) är fast beslutna att lyckas. I anrika Barings Bank gör han storaffär efter storaffär på världsmarknaden och blir styrelsens guldkalv. Bakom framgången gör Leeson förlustaffärer som göms på konto 88888 men till slut brakar allt ihop. Hela världsmarknaden skakas av de enorma förlusterna som överstiger 600 miljoner pund. En enda ambitiös man har lyckats tvinga en av världens mest anrika banker i konkurs.

## Rollista
| Ewan McGregor      | – Nick Leeson         |
| Anna Friel         | – Lisa Leeson         |
| Yves Beneyton      | – Pierre Beaumarchais |
| Betsy Brantley     | – Brenda Granger      |
| Caroline Langrishe | – Ash Lewis           |
| Nigel Lindsay      | – Ron Baker           |
| Tim McInnerny      | – Tony Hawes          |
| Irene Ng           | – Bonnie Lee          |
| Lee Ross           | – Danny Argyropoulos  |
| Simon Shepherd     | – Peter Norris        |
| John Standing      | – Peter Baring        |
| Pip Torrens        | – Simon Jones         |
| Tom Wu             | – George Seow         |
| Daniel York        | – Henry Tan           |